# Ja’ir Lapid
Ja’ir Lapid (hebr.: יאיר לפיד, ang.: Yair Lapid, ur. 5 listopada 1963 w Tel Awiwie) – izraelski polityk, dziennikarz, pisarz, a także żołnierz, aktor, scenarzysta i twórca muzyki filmowej, prezenter telewizyjny i amatorski bokser. Od 2012 lider ugrupowania Jest Przyszłość (Jesz Atid), od 2013 członek Knesetu, w latach 2013–2014 minister finansów. Syn Tommy’ego. Od 1 lipca do 29 grudnia 2022 premier Izraela.

## Życiorys

### Wczesne życie
Urodził się w 5 listopada 1963 w Tel Awiwie jako syn Tommy’ego Lapida również polityka i dziennikarza, późniejszego lidera partii Szinui i ministra sprawiedliwości. Babcia Tommy’ego, Hermina, zginęła w Auschwitz. W 1984 siostra Ja'ira zginęła w wypadku samochodowym.
Uczęszczał do Gimnazjum Herclija, jednak porzucił naukę bez uzyskania certyfikatu bagrut, który jest świadectwem zdania egzaminu maturalnego w Izraelu. Kwestia wykształcenia Lapida była szeroko komentowana w 2012 roku, gdy Lapid został przyjęty przez Uniwersytet Bar-Ilana na studia doktoranckie z zakresu hermeneutyki, bez uzyskania wymaganego co najmniej licencjatu. Po nagłośnieniu sprawy i zbadaniu sprawy przez Radę ds. Szkolnictwa Wyższego przyjęcie Lapida zostało cofnięte.

### Kariera dziennikarska
Podczas pełnienia służby wojskowej rozpoczął karierę dziennikarską przy okazji pracy w piśmie „Ba-Mahaneh” (W obozie), później pracował w lokalnych gazetach, a następnie od 1991 roku pisał cotygodniowe felietony dla ogólnokrajowej Ma’ariw. Kolumna jego felietonów zatytułowana była "Gdzie są pieniądze?". Później rozpoczął pracę w konkurencyjnym Jedi’ot Acharonot.
Sławę zyskał dzięki swoim niepokornym felietonom, ale prawdziwą popularność zyskał prowadząc własny program talk-show w izraelskiej telewizji od 1994 roku. W 1991 roku debiutował jako aktor, zagrał wtedy rolę w dramacie Za Morzem (hebr. מעבר לים).
Napisał kilkanaście książek, w tym thrillery i książki dziecięce. Był także scenarzystą i twórcą muzyki filmowej.

## Kariera polityczna
W styczniu 2012 Lapid ogłosił o odejściu z pracy w mediach na rzecz zaangażowania się w politykę.
W 2012 roku założył centrową partię polityczną Jest Przyszłość, która w przedterminowych wyborach w 2013 roku nieoczekiwanie stała się drugą siłą w parlamencie, zdobywając 543 tys. głosów, które przełożyły się na 19 mandatów. Lapid tworząc partię wsłuchiwał się w głosy izraelskiej klasy średniej, koncentrując się na aspektach społeczno-ekonomicznych, m.in. reformie systemu edukacji, zmniejszeniu kosztów mieszkalnictwa czy pomocy drobnym przedsiębiorstwom. Partia dołączyła do koalicji rządowej tworzonej przez premiera Binjamina Netanjahu, zaś sam Lapid otrzymał w rządzie koalicyjnym tekę ministra finansów. Oprócz koalicji Likud−Nasz Dom Izrael (Jisra’el Betenu) (31 posłów) i Jest Przyszłość (Jesz Atid) koalicję rządową tworzyły: Żydowski Dom (Ha-Bajit Ha-Jehudi) (12 posłów) oraz liberalne ugrupowanie Ruch (Ha-Tenu’a) (6 posłów). Razem koalicja dysponowała 68 głosami 120-osobowym Knesecie.
Pod koniec 2014 w doszło do konfliktu wewnątrz gabinetu pomiędzy Netanjahu, a Lapidem, Liwni i Liwnat w sprawie kontrowersyjnej ustawy forsowanej przez Likud określającej Izrael jako państwo żydowskie. Nacjonalistyczną ustawę Lapid określił jako "fatalny akt prawny". W wyniku konfliktu 2 grudnia Netanjahu zdymisjonował liderów koalicyjnych partii Lapida i Liwni, co zaowocowało zerwaniem przez nie koalicji i przedterminowymi wyborami, które odbyły się 17 marca 2015.
W wyborach w 2015 partia Lapida okazała się największym przegranym, straciła 8 mandatów w stosunku do poprzednich wyborów, i spadła do grona „średniaków”. Lapid i Jest Przyszłość ogłosili pozostanie w opozycji i nie weszli do nowej koalicji rządowej.
W 2018 był autorem kontrowersyjnych wypowiedzi podczas debaty publicznej związanej z polską ustawą o IPN.

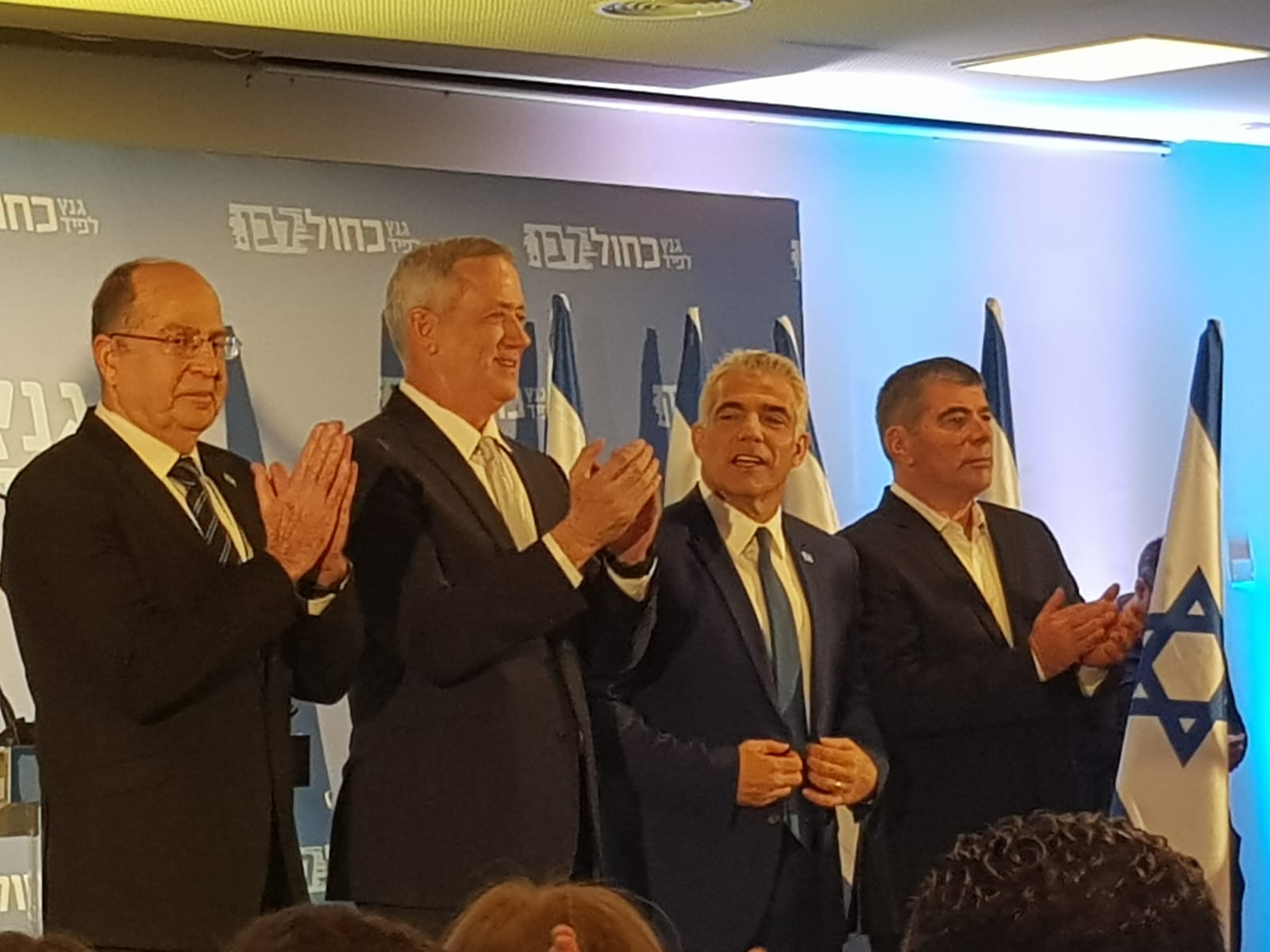
Liderzy Niebiesko-Białych: Mosze Ja’alon, Beni Ganc, Ja’ir Lapid i Gabi Aszkenazi (2019)

Przed wyborami w 2019 Jest Przyszłość weszło w koalicję z partiami Moc Izraela Beniego Ganca i Telem Moszego Ja’alona tworząc centrową listę Niebiesko-Biali. W razie zwycięstwa ugrupowania w wyborach Ganc miał zostać premierem na 2,5 roku, po tym czasie miał go zmienić Lapid. W wyborach startował z drugiego miejsca na liście Niebiesko-Białych, którzy zajęli 2. miejsce zdobywając 1 123 929 głosów (26,11%), co przełożyło się to na 35 mandatów w Knesecie XXI kadencji (tyle samo co zwycięski Likud). Lapid po raz trzeci zdobył mandat poselski.
Po zaprzysiężeniu trzydziestego piątego rządu Izraela 17 maja 2020 r. Lapid został przywódcą opozycji. 5 maja 2021 r. rozpoczął rozmowy z innymi partiami w celu uformowania rządu koalicyjnego. 2 czerwca Lapid poinformował izraelskiego prezydenta Re'uwena Riwlina o zgodzie na rotacyjny rząd z Naftalim Bennettem, który zastąpi rząd Benjamina Netanjahu. Nowy rząd został zaprzysiężony 13 czerwca 2021 r. a Lapid objął stanowisko ministra spraw zagranicznych Izraela i rotacyjnego premiera.
30 czerwca, w związku z utraceniem większości rządzącej przez koalicję Bennetta i Lapida, Kneset przegłosował samorozwiązanie stosunkiem głosów 92 do 0. Ustalono także, że od 1 lipca premierem do końca kadencji zostanie Lapid.

## Poglądy
Głosi potrzebę umocnienia liberalnej demokracji w Izraelu, za zagrożenie której uznawał rządy Binjamina Netanjahu, które określał mianem "antydemokratycznych".
W 2013 r. wyrażał pilną potrzebę negocjacji między Izraelem a Autonomią Palestyńską, wzywał wtedy do zarysowania koncepcji "dwóch państw dla dwóch narodów", przy zachowaniu izraelskich osiedli i bezpieczeństwa dla Izraelczyków. W 2017 uznał izraelską przynależność Wzgórz Golan i wzywał do uznania jej przez opinię międzynarodową. Uważa, że Jerozolima powinna pozostać niepodzielną stolicą Izraela.
Jego partia za swoje fundamenty uznaje wzmocnienie bezpieczeństwa Izraela, dążenie do porozumienia regionalnego i separacji od Palestyńczyków, walkę z korupcją a także walkę o równouprawnienie kobiet i mniejszości.

## Życie prywatne
W latach 80. ożenił się z Tamar, którą poznał w okresie opuszczania armii. Para rozwiodła się niedługo po narodzinach syna. Aktualnie jest żonaty z Lihi, z którą ma dwójkę dzieci.
W 2012 roku magazyn Forbes oszacował jego majątek na około 22 miliony szekli (ok. 28 milionów złotych).

## Publikacje
Wszystkie publikacje w języku hebrajskim, tytuły angielskie podane w oparciu o materiał źródłowy:
- The Double Head (thriller, 1989)
- Yoav’s Shadow (książka dla dzieci, 1992)
- One-Man Play (1993)
- Elbi – A Knight’s Story (książka dla dzieci, 1998)
- The Sixth Riddle (2001)
- Standing in a Row: collection of newspaper columns (2005)
- The Second Woman (2006)
- Sunset in Moscow (thriller, 2007)
- My Heroes (2008)
- Memories After My Death (thriller, 2010)
- Standing in a Row Again (2011)

## Filmografia
Filmografia przygotowana w oparciu o materiał źródłowy:
- Kwalim (1992) jako on sam
- Szirat Ha-Sirena (1994) jako Ofer Strassberg
- Drzewo cytrynowe (2009) jako prezenter